# لشکر سفالین
لشکر سفالین (به چینی: 秦始皇陵兵马俑) شامل گورتوشه و تندیس سفالی هزاران سرباز مجهز مربوط به پادشاهی چین شی هوان، بنیانگذار دودمان چین در ۲۲۰ پیش از میلاد است. تندیس‌های سفالین ارتش سفالین در حوالی شهر شی‌آن پایتخت نخستین امپراتوری چین پراکنده هستند. این آثار از مهم‌ترین یافته‌های باستان‌شناسی جهان در سال‌های اخیر به‌شمار می‌روند.

## تاریخچه لشکر سفالین
تندیس های لشکر سفالین، با اندام و اندازهٔ واقعی، به‌عنوان «پاسداران معبد سلطنتی در چین باستان» مستقر شده‌ بودند. آن‌ها به نخستین امپراتوری چین متحد به نام چین شی هوان تعلق دارند. این امپراتور از سال ۲۲۱ تا ۲۱۰ پ. م بر چین باستان حکومت می‌کرد.
پیکرهٔ سربازان بیش از دو هزار سال پیش به همراه امپراتور به خاک سپرده شدند تا برپایهٔ باوری قدیمی، در جهانِ پس از مرگ، نگهبان معبد سلطنتی امپراتور باشند و او را از گزند دشمنانش حفظ کنند.

## کشف لشکر سفالین
در سال ۱۹۷۴ میلادی، کشاورزان چینی در استان شاآنشی، به‌صورت اسرار آمیزی، آرامگاه چین شی هوان و پاسداران معبد سلطنتی را کشف کردند. براساس برآوردها، تندیس‌های لشکر سفالین شامل بیش از ۷۰۰۰ سرباز، ۱۳۰ کالسکهٔ نظامی و ۵۲۰ اسب می‌شود. در رشته‌ای از حفاری‌های دقیق و پیوسته از سال ۱۹۷۴ تاکنون، بیش از ۲۰۰۰ پیکره از زیر خاک بیرون آورده شده‌اند.

## گورستان لشکر سفالین
لشکر سفالین بخشی از یک گورستان بسیار بزرگتر است. پژوهشگران با استفاده از رادارهای زمین نفوذ متوجه شده‌اند که وسعت منطقه به ۹۸ کیلومتر مربع می‌رسد.
این گورستان به عنوان بدنهٔ قصر سلطنتی امپراتور ساخته شد و منطقهٔ بزرگی دور تا دور تپهٔ آرامگاه امپراتور را پوشش می‌دهد.
آرامگاه زمینی تپه در پای کوه «لن» واقع شده است و به شکل هرم می‌باشد و دو دروازهٔ خاکی کوبیده شده در اطراف آن است.
این گورستان شامل تعدادی از دفاتر، سالن‌ها، اصطبل‌ها و سایر سازه‌ها مانند یک پارک سلطنتی در اطراف تپهٔ آرامگاه است. جنگجویان به حالت نگهبان در طرف شرق آرامگاه ایستاده‌اند.

### آرامگاه لشکر سفالین
فضای سبز آرامگاه که به اندازهٔ یک زمین فوتبال (۱۰۰×۹۸ متر) است، پلمپ شده می‌باشد. آرامگاه احتمالاً به منظور حفاظت از محصولات هنری اش باز نشده باقی مانده است. به عنوان مثال پس از حفاری ارتش سفالین، رنگ روی سطح بعضی از تندیس‌ها آغاز به پوسته پوسته شدن و سپس ناپدید شدن کرد.
رنگ استفاده شده در اثر برخورد با هوای خشک منطقه «ژیان» پس از ۱۵ ثانیه شروع به جمع شدن می‌کند و پس از ۴ دقیقه پوسته پوسته شدن رنگ آن آغار می‌شود.

## نگارخانه لشکر سفالین

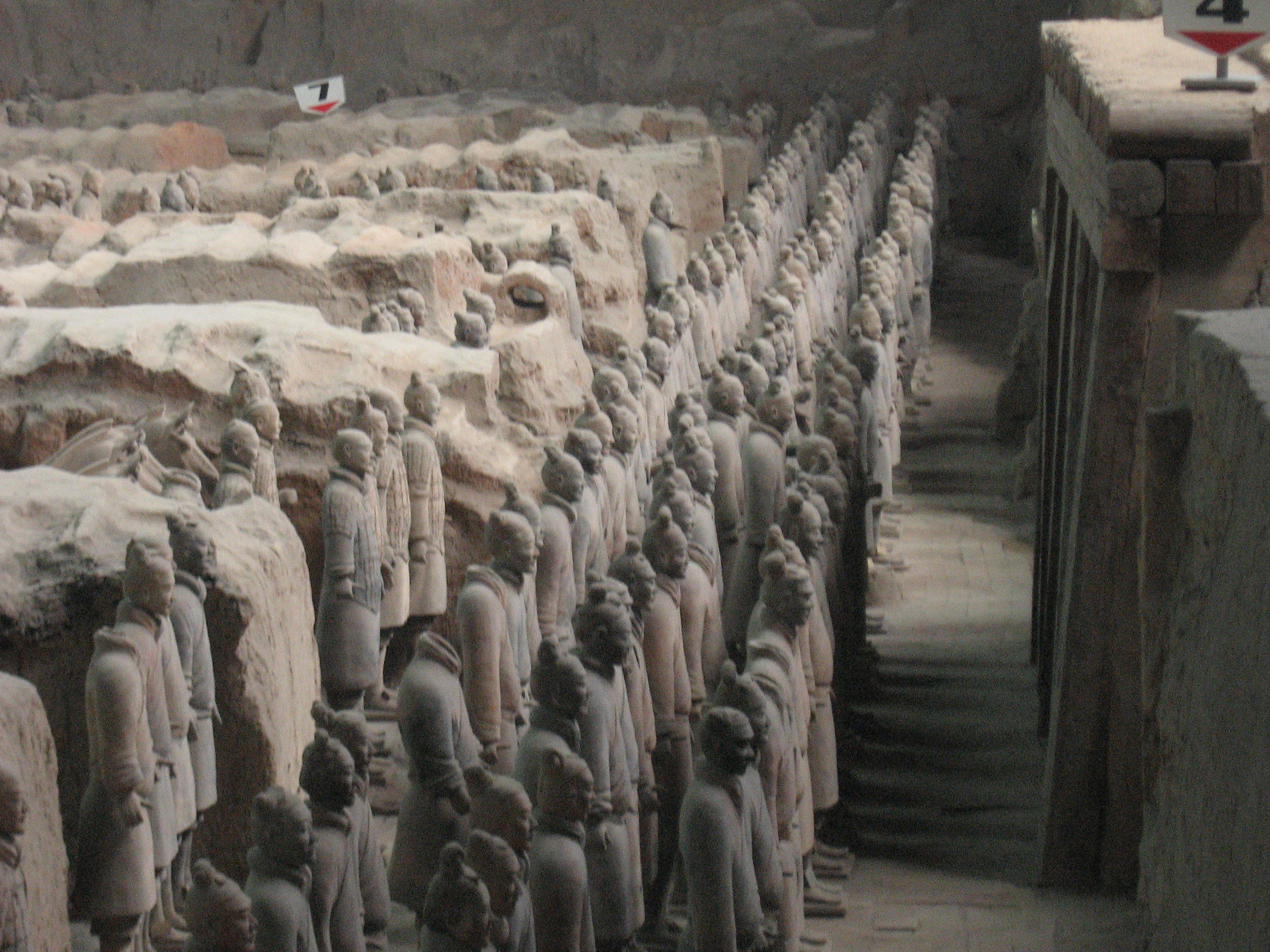
موزهٔ لشکر سفالین در نزدیکی شی‌آن
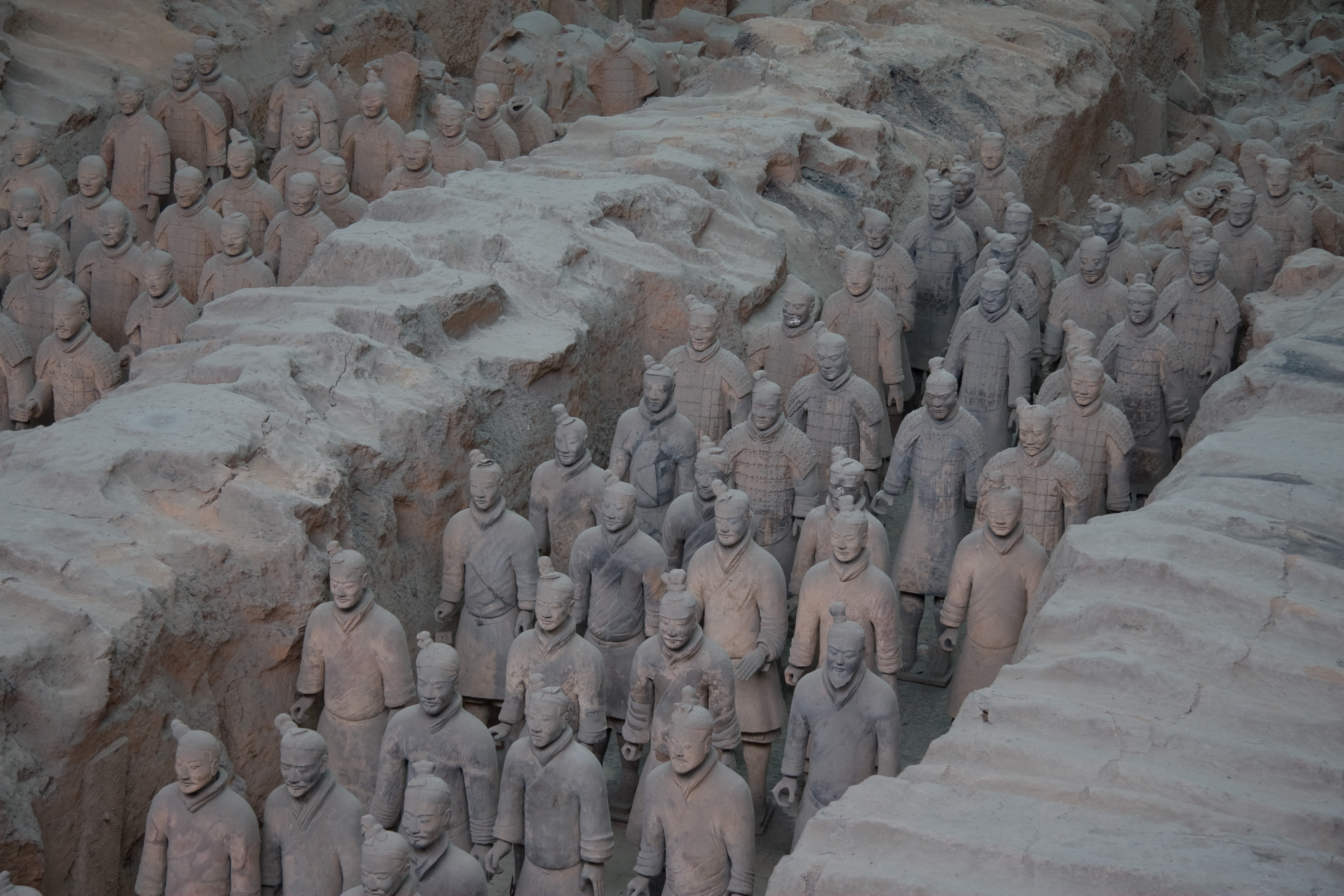
موزهٔ لشکر سفالین در نزدیکی شی‌آن
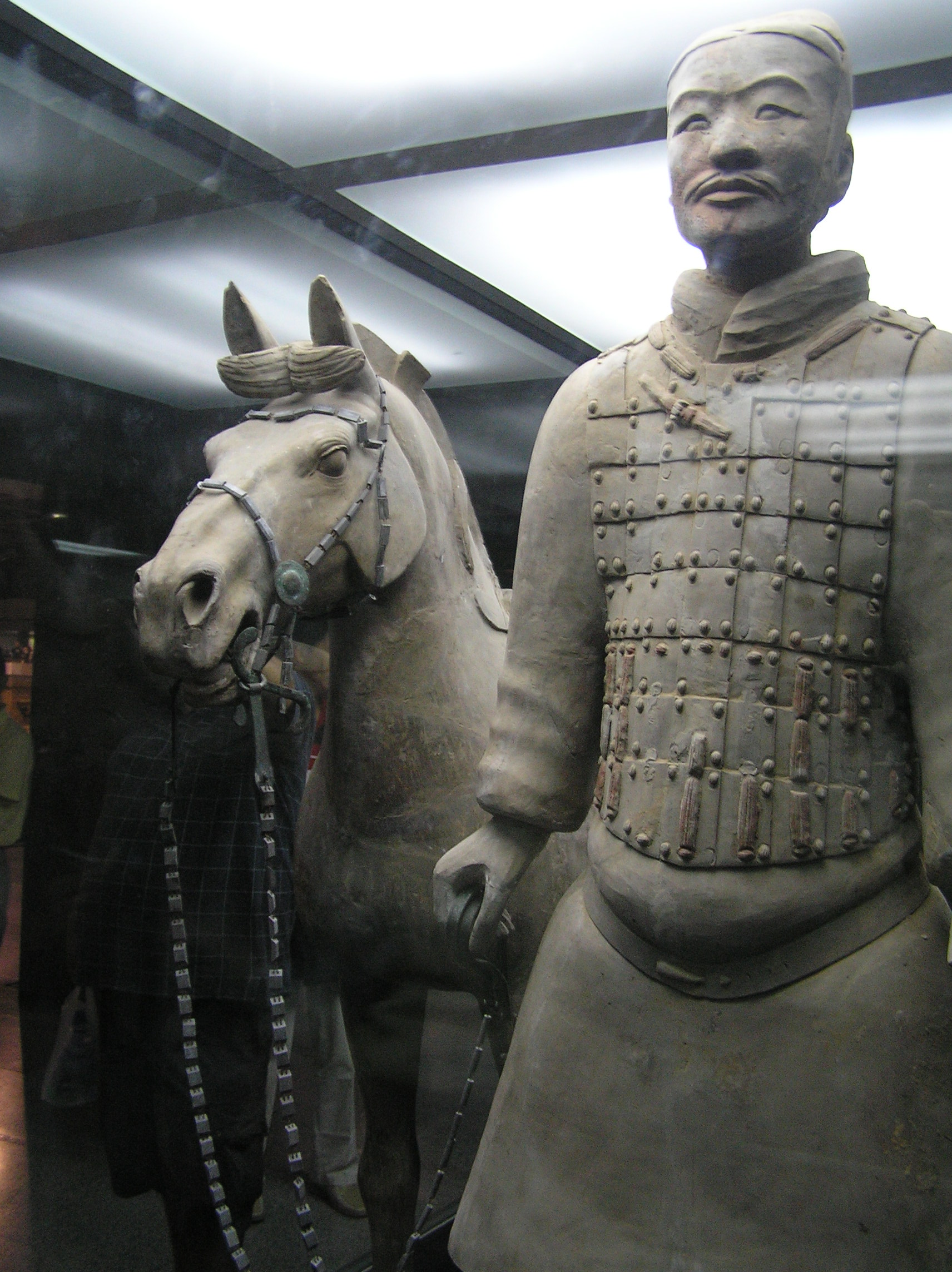
مجسمهٔ اسب و سرباز لشکر سفالین
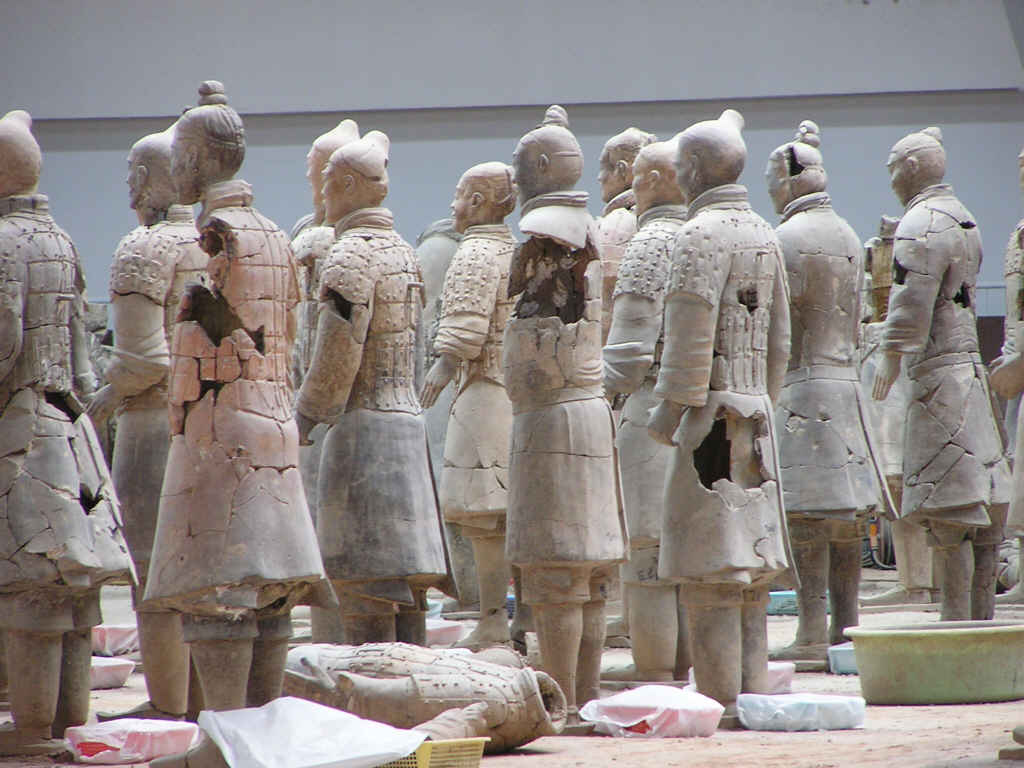
موزهٔ لشکر سفالین در نزدیکی شی‌آن